# Mecklenburg Resolves
Die Mecklenburg Resolves, die auch als die Charlottetown oder Charlotte Town Resolves bezeichnet werden, war eine Stellungnahme, die am 31. Mai 1775 im Mecklenburg County im heutigen Bundesstaat North Carolina vom Mecklenburger Sicherheitskomitee verabschiedet wurde. Dieses Komitee setzte sich aus jeweils zwei Abgeordneten der Milizen eines jeweiligen Bezirkes zusammen. In dieser Proklamation wurden alle Gesetze, die vom britischen König oder dem Parlament stammten, für null und nichtig erklärt. Als einzige legitime Regierung der amerikanischen Kolonien wurde der Kontinentalkongress in Philadelphia anerkannt. Die königlichen Vertreter sollten suspendiert und die Autorität der britischen Krone sollte außer Kraft gesetzt werden.
Diese Beschlüsse, die unter dem Eindruck der Gefechte von Lexington und Concord entstanden und ein Jahr vor der Amerikanischen Unabhängigkeitserklärung erlassen wurden, überbrachte Captain James Jack den Abgeordneten North Carolinas beim Kontinentalkongress. Diese nahmen die Mecklenburg Resolves zwar in Empfang, entschieden sich jedoch dagegen, diese in vollem Umfang dem Kontinentalkongress zur Ratifizierung vorzulegen. 
Nach der Ansicht vieler Bürger North Carolinas wurde am 20. Mai 1775 in Charlotte eine Unabhängigkeitserklärung verabschiedet, die als die Mecklenburg Declaration of Independence bezeichnet wird und deren Existenz umstritten ist. Wäre sie tatsächlich authentisch, wäre die Mecklenburger Declaration die erste amerikanische Unabhängigkeitserklärung, jedoch konnte die Existenz einer solchen Erklärung nie nachgewiesen werden. Das Original ist angeblich 1800 bei einem Brand zerstört worden. Viele Historiker gehen davon aus, dass die später aufgetauchte Fassung lediglich eine Umformulierung der Mecklenburg Resolves darstellt, die als Unabhängigkeitserklärung missverstanden wurde. Die frühe Regierung North Carolinas ging jedoch von der Authentizität der Mecklenburg Declaration aus und übernahm dieses Datum in das Siegel und die Flagge North Carolinas.